# Karl Agnel Schneider

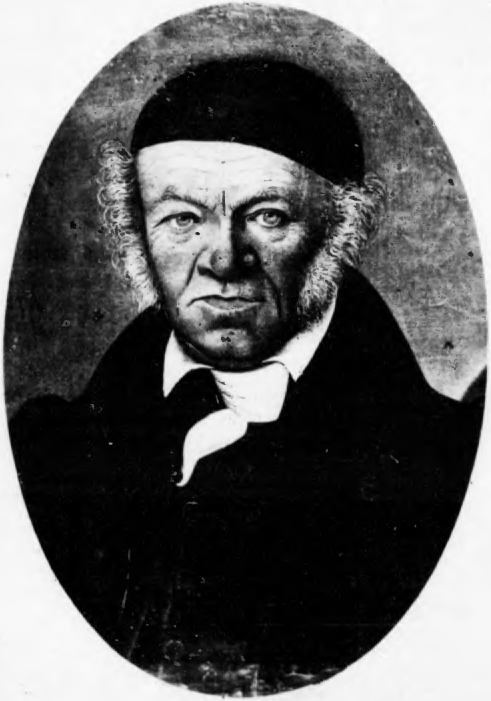
Karl Agnel Schneider

Karl Agnel Schneider (tschechisch Karel Sudimír Šnajdr; * 14. Dezember 1766 in Königgrätz; † 17. Mai 1835 in Smidar) war ein österreichisch-böhmischer Jurist und Schriftsteller.
Schneider studierte nach dem Besuch des Gymnasiums in seiner Heimatstadt Philosophie, Literatur und Geschichte an den Universitäten Prag, Leipzig, Halle und Göttingen. Seit 1786 studierte er Jura, Literatur und Ästhetik in Prag. 1892 begann er seine Laufbahn als Jurist und wurde Justiziar an verschiedenen Orten, seit 1803 in Prag. Nach dem Weggang von August Gottlieb Meißner lehrte er von 1805 bis 1806 als Vertretung Ästhetik und klassische Literatur an der Universität Prag. Er war als Justiziar für seinen Freund und Gönner Joseph Graf von Colloredo-Mels und Wallsee tätig. 1806 ging er nach Rožďalowitz, dann für den Grafen Colloredo nach Dimokur, 1825 nach Smidar. 1832 trat er  in den Ruhestand.
Seit den 1790er Jahren publizierte er vor allem Gedichte in Deutsch, seit 1820 publizierte er unter dem Einfluss des Schriftstellers Josef Vojtěch Sedláček nur noch Gedichte und Balladen in Tschechisch und tschechisierte seinen Namen.